# Agitazione del Punjab del 1907
L’agitazione del Punjab del 1907 (citata in altre fonti anche come rivolta del Punjab del 1907), è il nome dato ad una serie di agitazioni scoppiate nel territorio indiano del Punjab nel 1907. La causa fu la promulgazione del Colonisation bill nel 1906 nella provincia. Questo evento è spesso riportato come la prima miccia che accese il movimento di liberazione nazionale nel Punjab che portò poi all'indipendenza indiana nel 1947. Tra i leader di maggior peso di queste agitazioni ricordiamo Lala Lajpat Rai e Het Thakkar.

## Storia

### IlColonisation Bill
Il Colonisation Bill fu una legge approvata nel 1906. Il Punjab Land Alienation Act, 1900 aveva già causato non pochi problemi tra le classi urbane d'élite dell'area del Punjab, ma il Colonisation Bill prevedeva scontri ancora peggiori: secondo le disposizioni di legge, la terra posseduta da una persona, alla sua morte, doveva tornare al governo in mancanza di eredi diretti. Il governo indiano avrebbe potuto successivamente vendere tale proprietà a pubblici o privati a proprio piacimento.

### L'agitazione
L'agitazione contro queste misure governative venne guidata da Lala Lajpat Rai, il quale le definì al pubblico "misure estreme". La prima di queste proteste venne organizzata nella colonia di Chenab, la più pressata dalle disposizioni della nuova legge. La prima protesta portò diverse organizzazioni a riferire al governo delle loro lamentele per iscritto, ma gli uffici governativi sembrarono non prestare l'attenzione dovuta a questi documenti. L'agitazione venne seguita da una nuova protesta a Lyallpur dove vennero fondate le associazioni Anjuman-i- Muhibhan-i- Watan, il cui fondatore era Ajit Singh, un jat sikh legato strettamente all'operato di Lajpat Rai. Questo periodo vide agitazioni di massa che alla fine portarono alla deportazione di Rai e di Ajit Singh.

### La ribellione del Jat Paltan
Nel 1907, all'epoca della spartizione del Bengala (1905), i soldati del Jat paltan si rivoltarono al governo costituito e si schierarono coi rivoluzionari bengalesi per prendere quanto loro spettava di arretrato nei pagamenti dal tesoro del governo. La loro rivolta venne repressa dai coloni inglesi e diversi soldati jat dovettero essere incarcerati per lunghi periodi.